# 羅祥安
羅 祥安（ら しょうあん、ルォ・シャンアン、英語名：トニー・ロー、またはアントニー・ロー、1949年1月1日 - ）は台湾の実業家。かつてジャイアント・マニュファクチャリング（捷安特、巨大集団）執行長（社長/CEO）を務めていた。

## 人物
1949年中華民国（現中華人民共和国）浙江省杭州市で出生。
幼少時に両親とともに台湾に移り、国立新竹高級中学、国立台湾大学商学系（商業学部）卒業後、中華貿易開発公司で海外貿易業務に従事。25歳時の1973年、前年に設立のジャイアント・マニュファクチャリング（巨大機械工業公司）董事長で同郷の実業家だった劉金標の誘いで同社の副総経理に転籍。総経理（1988年 - ）、執行長（最高経営責任者、2000年 - 2016年）を歴任する。「標哥」（標おじさん）と国民から呼ばれる劉の弟分という意味で「安弟」という愛称で知られている。
董事長の劉と二人三脚で創業時は従業員30名程度の中小企業だったジャイアントを文字通りの世界的巨大企業へ成長させた。技術者タイプの劉が主に開発・CSRを、外交的で英語も堪能な羅はマーケティング面を分担、「Giant（捷安特）」ブランド確立（1981年）に携わり、現場では社員の製品開発を販売面から後押しし、自社製マウンテンバイクのフルサスペンション搭載モデル「マエストロ」やその後継型「トランス」などを送りだした。
製造業での中国の台頭を見越し、いち早く低価格品の中国大陸での生産と、自国生産品は炭素繊維フレーム採用などの高級化を打ち出すとともに、メリダ・インダストリーなど国内の同業他社をも巻き込んで国産ブランド推進のための財団法人「台湾自転車産業連盟（A-Team、台灣自行車產業聯盟）」を2003年に設立、初代会長となり、退任とともにその役割を後身の「台湾自転車輸出公会（TBA、台灣自行車輸出公會）」に引き継いでいる。
2016年末でジャイアントのCEO職を退き、劉とともに董事（取締役）に。台湾の財団法人自転車新文化基金会（自行車新文化基金會）では劉とともに現在も共同会長職（董事）を務めている。
ジャイアント在任時から劉とともに公共シェアサイクル「YouBike」の普及に熱心で、羅はこの事業について、当初は劉とともに董事会で反対の立場だったが、その後の成功を受けて「目先の利益を追わない」と述べている。
近年は日本のしまなみ海道を擁する愛媛県他の四国地方やビワイチの滋賀県に出向くなど、以後も劉に代わり、国内外での自転車文化の啓蒙・サイクリング文化発展の助言を行っている。

### 受賞
- 第21回中華民国十大傑出青年（中国語版）（1982年）[20]
- デンマーク自転車大使館（Cycling Embassy of Denmark）リーダーシップ賞（2014年）[21]
- アメリカ合衆国 BSPA（米国自転車供給業者協会）BPSA LIFETIME ACHIEVEMENT AWARD（2019年）[22][23]

### 家族
父は中華民国国軍の軍人で台湾に渡航後は母とともに教員を務めた。夫人は台湾の飲食店経営者。第一子出生後、家族で自転車環島（自転車での台湾島一周）を何度か行っている。

### 註釈
1. ↑  中華人民共和国建国前。
2. ↑  80歳時に2度目の自転車環島を達成したとはいえ、高齢であることから、自身の走行を伴う国内外のサイクリングイベントには主に羅が参加している。